# ТГМ2
ТГМ2 — опытный советский четырёхосный Тепловоз с Гидропередачей Маневровый тип 2.

## История
После прошедшего в 1956 году XX съезда КПСС, на котором было принято решение о переходе железных дорог с паровозов на перспективные виды тяги, в Советском Союзе на ряде заводов развернулось массовое тепловозостроение. В том же году сразу два завода, Муромский (см. ТГМ1) и Ворошиловградский, выпустили первые советские маневровые тепловозы с гидравлической передачей.
Первый свой маневровый тепловоз Ворошиловградский тепловозостроительный завод выпустил в конце 1956 года и сперва присвоил ему обозначение серии ТГВ (тепловоз с гидропередачей, Ворошиловградского завода). встречается также вариант ТГВ-2-2. В начале 1957 года завод выпустил тепловоз № 002. Впоследствии обозначение серии изменили на ТГМ2. Оба тепловоза были направлены для прохождения эксплуатационных испытаний на Московско-Окружную железную дорогу в локомотивное депо Лихоборы. Наибольший достигнутый коэффициент полезного действия составлял 26,8 %.
Позже один из тепловозов был направлен на опытное кольцо ЦНИИ МПС, где выяснилась неудовлетворительная динамика локомотива, а именно виляние на прямых участках. После увеличения наклона плит боковых опор кузова тепловоз меньше вилял на прямых участках, но уже неудовлетворительно воздействовал на путь в кривых. Помимо этого, созданный в переходный период, ТГМ2 имел неудачную компоновку оборудования, из-за чего, например, оказалась сложной конструкция масляной системы, а выемка гидромеханической системы значительно затруднялась. Также имелся ряд незначительных конструктивных недостатков, включая наклонные окна кабины машиниста, затрудняющие обзор.
В связи с загрузкой Ворошиловградского тепловозостроительного завода выпуском магистральных тепловозов ТЭ3 чертежи ТГМ2 были переданы на Людиновский тепловозостроительный завод. В силу указанных выше конструкционных недостатков Людиновский завод выпустил только 3 тепловоза: в 1958 — ТГМ2-003, в 1959 — ТГМ2-004 и ТГМ2-005. По сравнению с ворошиловградскими людиновские ТГМ2 имели незначительные изменения конструкции.
В том же 1959 году Людиновский завод начал строить тепловозы ТГМ3, которые были созданы путём кардинального изменения конструкции тепловозов ТГМ2.

## Конструкция
ТГМ2 имел капотный кузов с расположенной посередине кабиной, то есть внешне кузов был схож с кузовом коксотушильных электровозов. Экипажная часть состояла из двух двухосных тележек с индивидуальным рессорным подвешиванием.
На локомотиве был установлен V-образный четырёхтактный 12-цилиндровый дизельный двигатель М750 с турбонаддувом и непосредственным впрыском топлива. Имея диаметр поршней 180 мм и ход поршня 200 мм, двигатель при частоте вращения 1400 об/мин развивал мощность в 750 л.с. Крутящий момент момент от дизеля передавался гидромеханической передаче, далее через карданы на осевые редукторы, а от них уже на движущие колёсные пары.